# Eerste klasse 1947-48 (basketbal België)
Het seizoen 1947-1948 was de 1e editie van de hoogste basketbalcompetitie op een nationaal niveau met als benaming Nationale Eredivisie.
Indertijd werden de wedstrijden merendeels in openlucht afgewerkt. 
Semailles behaalde een derde opeenvolgende titel, Fleurus en Mercurius speelden mee voor hun behoud in de toenmalige Eerste afdeling A een B. Enkel Mercurius kon het behoud afdwingen.

## Teams
| Team              | Stad      | Kleuren       | Terrein                      |
| ----------------- | --------- | ------------- | ---------------------------- |
| Semailles         | Brussel   | Blauw         | Zuidlaan of Zuidpaleis       |
| Hellas            | Gent      | Zwart en Rood | Zaal Coliseum                |
| Royal IV          | Brussel   | Rood          | Slachthuislaan of Zuidpaleis |
| Racing C.B.       | Brussel   | Wit en Zwart  | Zuidpaleis                   |
| Union St Gilloise | Brussel   | Geel en Blauw | Zuidpaleis                   |
| Hades Gent        | Gent      | Blauw         | Zaal Coliseum                |
| Ougrée            | Luik      | Zwart         | St. Vincentiusstraat         |
| Sporting CL       | Luik      | Hemelsblauw   | Gemeentedomeinen             |
| C.E.P. Fleurus    | Fleurus   | ?             | ?                            |
| Mercurius         | Antwerpen | Paars         | Naast Sportpaleis            |

## Eindstand
|    |             | P  | W  | G  | V | Ptn |
| -- | ----------- | -- | -- | -- | - | --- |
| 1  | Semailles   | 18 | 15 | 3  | 0 | 30  |
| 2  | Hellas Gent | 18 | 14 | 4  | 0 | 28  |
| 3  | Royal IV    | 18 | 14 | 4  | 0 | 28  |
| 4  | Racing CB   | 18 | 13 | 5  | 0 | 26  |
| 5  | Union SG    | 18 | 13 | 5  | 0 | 26  |
| 6  | Hades Gent  | 18 | 7  | 10 | 1 | 15  |
| 7  | Ougrée      | 18 | 5  | 12 | 1 | 11  |
| 8  | Sporting CL | 18 | 5  | 13 | 0 | 10  |
| 9  | CEP Fleurus | 18 | 2  | 16 | 0 | 4   |
| 10 | Mercurius   | 18 | 1  | 17 | 0 | 2   |

1928 · 1929 · 1930 · 1931 · 1932 · 1933 · 1934 · 1935 · 1936 · 1937 · 1938 · 1939 · 1940 · 1941 · 1942 · 1943 · 1944 · 1945 · 1946 · 1947 · 1948 · 1949 · 1950 · 1951 · 1952 · 1953 · 1954 · 1955 · 1956 · 1957 · 1958 · 1959 · 1960 · 1961 · 1962 · 1963 · 1964 · 1965 · 1966 · 1967 · 1968 · 1969 · 1970 · 1971 · 1972 · 1973 · 1974 · 1975 · 1976 · 1977 · 1978 · 1979 · 1980 · 1981 · 1982 · 1983 · 1984 · 1985 · 1986 · 1987 · 1988 · 1989 · 1990 · 1991 · 1992 · 1993 · 1994 · 1995 · 1996 · 1997 · 1998 · 1999 · 2000 · 2001 · 2002 · 2003 · 2004 · 2005 · 2006 · 2007 · 2008 · 2009 · 2010 · 2011 · 2012 · 2013 · 2014 · 2015 · 2016 · 2017 · 2018 · 2019 · 2020 · 2021